# OLED-televízió
Az OLED televíziók olyan készülékek, amelyek az elektrolumineszcencia nevű fizikai jelenséget kihasználó képalkotási technológiát használják fel a mozgó- és állóképek megjelenítéséhez.

## Az OLED jelentése
Bár jelenleg a televíziós iparágat a folyadékkristályos, azaz ismertebb nevén LCD (Liquid-crystal display) panelekre és LED háttérvilágításra épülő készülékek uralják, egyre népszerűbbé és elterjedtebbé válik az OLED technológia is, amelynek minden esélye meg van arra, hogy idővel kiszorítsa a régebbi eljárást.
Az OLED megjelenítők kifejlesztéséhez az ötletet szentjánosbogarak szolgáltatták. A kutatók úgy vélték, az állatok fénykibocsátása azt jelzi, hogy léteznie kell valamilyen olyan, a természetben is előforduló szerves anyagnak, amely az elektromos feszültség hatására fényt bocsát ki.
Ezt, az elektrolumineszcencia névre hallgató fizikai jelenséget használják fel az OLED (Organic Light-Emitting Diode – szerves fénykibocsátó dióda) kijelzőkben, amelyekben  egy anód és egy katód között, ilyen effektust generáló, szerves szén alapú félvezető anyagot helyeznek el. Ez az anyag az elektromosság hatására fényt bocsát ki magából. Ez a megoldás nagyon kevés helyet foglal, így lehetséges, hogy egy képernyő minden egyes képpontját, vagy alképpontját külön-külön vezérelhető fényforrással lássanak el. 
Ez pedig a gyakorlatban azzal az eredménnyel jár, hogy a pixeleknél egyenként szabályozható, hogy világítsanak-e vagy sem. Ezáltal pedig hasonlóan a plazma és ellentétben az LCD+LED technológiával – ahol a háttérvilágításból származó fény valamennyire mindig átszűrődik a folyadékkristályokon – lehetségessé válik a tökéletes fekete szín, és ezáltal a végtelen kontrasztarány megteremtése.

## A WOLED technológia
Régóta kísérleteznek nagyméretű OLED paneleket használó televíziók gyártásával, de a legtöbb próbálkozás kudarcba fulladt, amely az élettartammal kapcsolatos problémákra és a magas gyártási költségekre vezethető vissza. 2015-ben az LG az egyetlen olyan vállalat, amelynek kínálatában megtalálhatóak az ilyen típusú televíziók, melyek a vállalat által kifejlesztett WOLED-technológiával készülnek. A WOLED, azaz White OLED panelekben a szokásos RGB panelektől eltérően az egyes képpontok nem piros (R), zöld (G) és kék (B) fényű alképpontokból tevődnek össze. Ehelyett kizárólag fehér tónusú OLED fényforrást használnak a pixeleknél, amelyek elé színszűrőket helyeznek el. Ez egyben egyébként azt is jelenti, hogy a három említett alapszín itt kiegészül egy negyedikkel, a fehérrel, amelynek köszönhetően növekszik a fényerő és csökken az energiafogyasztás.

## A választék
Magyarországon az LG kezdte az OLED készülékek értékesítését 2015-ben, néhány készülékkel a Philips 2017-ben.

## Előnyei és hátrányai

### Előnyei
Az LCD tévékhez képest hozzávetőlegesen ugyanakkora energiafogyasztás mellett az OLED modellek sokkal nagyobb kontrasztarány, betekintési szög és gazdagabb színskála, azaz jobb minőségű kép megjelenítésére képesek. Emellett e technológia sokkal vékonyabb készülékek előállítását teszi lehetővé, így például már léteznek alig fél centiméter mélységű OLED tévék is, és megoldott a hajlított, ívelt tévék gyártása is.

### Hátrányai
Egyelőre nem derültek ki valós felhasználás során hátrányai a technológiának.

Hosszan tartó statikus tartalom esetén beéghet.